# The Cruise of the Jasper B
The Cruise of the Jasper B è un film del 1926, diretto da James W. Horne, blandamente basato su un romanzo di Don Marquis.

## Trama
Diverse giovani dame del bel mondo, estraendo lo specchietto col pretesto di rifarsi il trucco, stanno in realtà guardando con una certa intenzione voluttuosa Jerry Cleggett VIII che, nel giorno del suo venticinquesimo compleanno, si leva in déshabillé dal letto che un banditore - chiedendo al gentil pubblico di voltarsi dall'altra parte - ha appena venduto all'asta, con lui dentro, insieme ad altri oggetti di casa sua. Jerry, nonostante gli avvertimenti del maggiordomo Wiggins, aveva verosimilmente tralasciato di considerare che (secondo un'antica tradizione, risalente a quando la famiglia, fin dal 1725, esercitava la pirateria sul veliero Jasper B) ogni ereditiero dei Cleggett, per misteriose ragioni, avrebbe dovuto sposarsi al compiere dei 25 anni, entro le ore 15, a bordo della vecchia imbarcazione (ora ancorata al porto e trasformata in ristorante), pena la perdita di ogni avere.
Le misteriose ragioni della rinnovantesi fortuna dei Cleggett si spiegano in questo caso col testamento dello zio di Agatha Fairheaven, che, morendo, lascia la sua notevole fortuna (eccettuati 30 centesimi per il suo fratellastro Reginald Maltravers) alla nipote, la quale, appunto, incontrato Jerry in un momento particolare (quando il paravento dietro al quale sta facendosi la doccia viene aggiudicato all'asta) si innamora di Jerry. Reginald naturalmente cerca di impugnare il testamento: ne distrugge l'unica copia, ma, per uno scherzo del destino, il testo del documento rimane stampato sulla schiena di Agatha.
Jerry ed Agatha, mentre i traslocatori si apprestano a concludere la loro opera, si precipitano alla Jasper B, e le loro vicende si intrecciano con quelle di alcuni criminali comuni che attaccano un furgone postale. La situazione assume aspetti fuori controllo, per cui alla fine le intere forze armate si mobilitano contro il naviglio. Reginald riesce a lavare la schiena di Agatha, ma il testamento rimane, ancora una volta, impresso in un altro supporto (una porta della nave); e fungerà da prova allorquando Jerry e Agatha verranno uniti in matrimonio, sotto il fuoco incrociato della marina e dell'aviazione statunitense, dal capitano della nave che sta affondando.